# Pardalot estriat
El pardalot estriat (Pardalotus striatus) és una espècie d'ocell de la família dels pardalòtids (Pardalotidae) que habita boscos, garrigues, manglars i ciutats de gran part d'Austràlia i Tasmània, mancant de les zones més àrides de l'interior.